# Писарівська (зупинний пункт)
Пи́сарівська — пасажирський залізничний зупинний пункт Полтавської дирекції Південної залізниці на електрифікованій лінії Полтава-Південна — Кременчук між станціями Полтава-Південна (17 км) та Мала Перещепинська (7 км). Розташований на північній околиці села Писарівка Миргородського району Полтавської області, між дачними ділянками та дачним кооперативом «Учитель-3».

## Пасажирське сполучення
На зупинному пункті Писарівська зупиняються приміські електропоїзди сполученням Полтава —  Кременчук.